# 羽毛河內部 (加利福尼亞州)
羽毛河內部（英語：Feather River Inn）是位於美國加利福尼亞州普盧默斯縣的一個非建制地區。該地的面積和人口皆未知。

## 地理
羽毛河內部的座標為39°47′26″N 120°37′47″W / 39.79056°N 120.62972°W，而該地的平均海拔高度為1360米（即4462英尺）。